# Burtonville
Burtonville est un village de la commune belge de Vielsalm située en Région wallonne dans la province de Luxembourg. Il fait partie de la section de Vielsalm.

## Géographie
Burtonville se trouve à trois kilomètres à l’est du village de Vielsalm, à l’intérieur d’une enclave dans la forêt domaniale du Grand-Bois.

## Patrimoine
- La ferme de Burtonville, bien classé.